# Anton Zischka

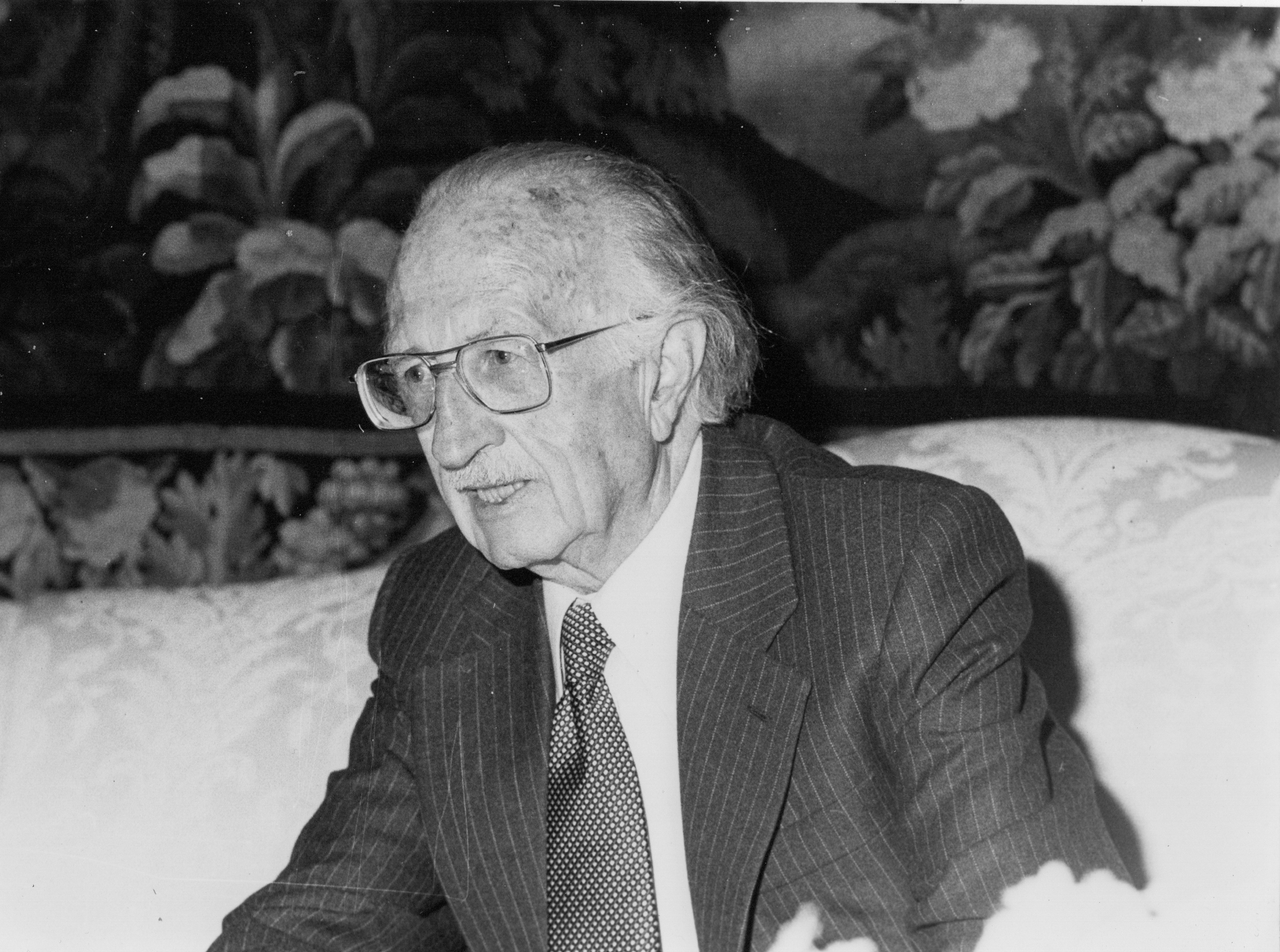
Anton Zischka

Anton Emmerich Zischka (von Trochnov) (Viena, 14 de septiembre de 1904-Pollensa, 31 de mayo de 1997) fue un periodista, publicista y escritor austríaco, considerado uno los autores del género no ficción más exitosos del siglo XX. También destacaría en su faceta como propagandista nazi, llegando a militar en el Partido nazi. A lo largo de su vida llegó a publicar más de 50 libros de carácter económico y técnico, siendo traducidos muchos de ellos a 18 idiomas.

## Biografía
Nació el 14 de septiembre de 1904 en Viena, entonces capital del Imperio austrohúngaro. Realizó estudios en la Universidad de Múnich. 
En su juventud trabajó o colaboró con publicaciones austríacas como Reichspost, Neue Freie Presse, Politiken o Intransigeant, y también con importantes publicaciones europeas como Paris Soir, Gringoire, Voilà, Frankfurter Zeitung o Neuen Zürcher Zeitung. Desde 1934, sin embargo, se dedicó más a su faceta como escritor y publicista. Su primer gran éxito literario vino en 1934 con la publicación de Der Kampf um die Weltmacht Öl («La guerra por el petróleo»), obra que sería traducida a 16 idiomas. Sus trabajos sobre materias primas y política internacional acabarían alcanzando una gran popularidad en la Alemania nazi, así como en otros países. Simpatizante del nazismo desde fechas tempranas, Zischka fue miembro del Partido Nazi desde 1941. Asimismo, llegaría a colaborar con el aparato de propaganda nazi.
En 1935 se trasladó a la isla española de Mallorca, instalando su residencia en la localidad de San Vicente. Desde ese momento Mallorca pasaría a convertirse en su lugar habitual de residencia. Tras el estallido de la Guerra civil española estuvo destinado en el Estado Mayor de la Legión Cóndor.
Durante la Segunda Guerra Mundial habría colaborado en la entrega de suministros a los submarinos alemanes que operaban en el Mediterráneo occidental, labor que habría desarrollado a través de sus contactos con contrabandistas de las Islas Balerares. Considerado un agente de la Gestapo por los Aliados, en 1947 fue uno de los 104 agentes nazis reclamados por el Consejo de Control Aliado a la España franquista, si bien permaneció en Mallorca y no sería deportado. A pesar de su anterior relación con la propaganda nazi, con posterioridad a 1945 pudo continuar su carrera como escritor y siguió publicando libros.
Falleció en Pollensa el 31 de mayo de 1997.

## Obras
En alemán
- —— (1934). Der Kampf um die Weltmacht Öl. Goldmann Verlag: Leipzig.
- —— (1935). Der Kampf um die Weltmacht Baumwolle. Goldmann Verlag: Leipzig.
- —— (1935). Abessinien, "das letzte ungelöste Problem Afrikas". Goldmann: Berna, Leipzig.
- —— (1936). Japan in der Welt - Die Japanische Expansion seit 1854. Goldmann.
- —— (1936). Wissenschaft bricht Monopole. Der Forscherkampf um neue Rohstoffe und neuen Lebensraum. Goldmann Verlag: Leipzig.
- —— (1937). Italien in der Welt. Goldmann Verlag: Leipzig.
- —— (1938) Brot für 2 Milliarden Menschen - Der Kampf um die Nahrung der Welt. Goldmann Verlag: Leipzig.
- —— (1939). Ölkrieg: wandlung der weltmacht öl. Goldmann Verlag: Leipzig.
- —— (1940). Englands Bündnisse. Goldmann Verlag: Leipzig.
- —— (1940). Erfinder brechen die Blockade. Zentralverlag der NSDAP: Berlín.[11]
- —— (1941). Sieg der Arbeit - Geschichte des fünftausendjährigen Kampfes gegen Unwissenheit und Sklaverei. Goldmann Verlag: Leipzig.
- —— (1942). Die Auferste hung Arabiens. Goldmann Verlag: Leipzig.
- —— (1950). Asien. Hoffnung einer neuen Welt. Pläne und Möglichkeiten der neutralen Hälfte der Menschheit. Oldenburger Verlagshaus.
- —— (1951). Afrika. Europas Gemeinschaftsaufgabe Nr. 1. Gerhard Stalling: Oldenburgo.
- —— (1952). Die Welt bleibt reich. Leopold Stocker Verlag: Göttingen.
- —— (1958). Frieden in einer reicheren Welt. Bertelsmann, Gütersloh.
- —— (1958). Pioniere der Elektrizität. Vom Bernstein bis zum Zyklotron. Bertelsmann, Gütersloh.
- —— (1959). Asiens Wilder Westen – Die Wandlung Westchinas und Tibets, der Mongolei und Sibiriens. Sigbert Mohn Verlag.
- —— (1961). Kohle im Atomzeitalter. Bertelsmann.
- —— (1964). Welt ohne Analphabeten: Probleme und Möglichkeiten der Bildungshilfe. Bertelsmann.
- —— (1966). War es ein Wunder? Zwei Jahrzehnte deutschen Wiederaufstiegs. Mosaik: Hamburg.
- —— (1966). Die Ruhr im Wandel: Ruinenfeld oder Retter von morgen?. Scharioth'sche Buchhandlung.
- —— (1969). Deutschland in der Welt von morgen. Stalling: Oldenburgo.
- —— (1972). Das Ende des amerikanischen Jahrhunderts. Stalling: Oldenburgo.
- —— (1977). Das neue Spanien: Zwischen Gestern und Morgen. Econ: Múnich.
- —— (1979). Kampf ums Überleben. Das Menschenrecht auf Energie. Econ: Múnich.
- —— (1985). Die große Schröpfung. 5000 Jahre Wirtschaft trotz Finanzamt. Econ: Múnich.
- —— (1986). Der Dollar, Glanz und Elend der Weltwährung. Langen Müller/Herbig.
- —— (1987). Tschernobyl - kein Zufall. Sowjetwirtschaft und die Fehler des Westens. Universitas: Múnich.
- —— (1988). Die alles treibende Kraft. Weltgeschichte der Energie. Energie-Verlag.

En español
- —— (1935). La guerra secreta por el petróleo. s.n.
- —— (1937). La Guerra secreta por el algodón. Ed. Claridad.
- —— (1942). La guerra por el petróleo. Edic. del Zodiaco.
- —— (1950). Paises del futuro: un análisis de alcance mundial de los paises y regiones de mayor porvenir en la producción de primeras materias. Omega.
- —— (1952). Asia, una esperanza: planes y posibilidades de la mitad neutral de la humanidad. Omega.
- —— (1954). África, reserva de Europa: el problema más importante de la colectividad europea. Omega.
- —— (1954). El mundo aún es rico: un inventario de las armas de la paz. Omega.
- —— (1956). Energía liberada: fuerza suficiente para una vida mejor. Editorial Destino.
- —— (1961). Paz o guerra. Ed. Vergara.
- —— (1961). También esto es Europa. Ed. Noguer.
- —— (1961). Pasado, presente y futuro de la energía: desde la fuerza motriz humana hasta la energía atómica. Editorial Labor.